# Cristiano
Cristian este un prenume masculin care se poate referi la:
- Cristiano Bergodi
- Cristiano da Matta
- Cristiano Marques Gomes
- Cristiano Otoni
- Cristiano Ronaldo